# Medizinischer Dienst der Krankenversicherung

Logo

Der Medizinische Dienst der Krankenversicherung (MDK) war bis zum 30. Juni 2021 der medizinische und pflegefachliche Begutachtungs- und Beratungsdienst für die gesetzlichen Kranken- und Pflegeversicherungen in Deutschland. Organisiert war der MDK auf Landesebene als Arbeitsgemeinschaften der Krankenkassen.
Seit dem 1. Juli 2021 firmieren die 15 regionalen Dienste als Medizinischer Dienst (MD) und sind nun einheitlich rechtsfähige Körperschaften öffentlichen Rechts. Hintergrund ist das Gesetz für bessere und unabhängigere Prüfungen (MDK-Reformgesetz), das am 1. Januar 2020 in Kraft getreten ist und die MDKs ersetzten: Es sollte die Medizinischen Dienste stärken und sie unabhängiger von den Krankenkassen organisieren.
Auch der Medizinische Dienst des Spitzenverbandes Bund der Krankenkassen (MDS) wurde vom GKV-Spitzenverband organisatorisch gelöst und wird seit dem 1. Januar 2022 als eigenständige rechtskräftige Körperschaft des öffentlichen Rechts unter der Bezeichnung Medizinischer Dienst Bund (MD Bund) geführt. Der MD Bund erlässt die Richtlinien für die Tätigkeit der Medizinischen Dienste, zum Beispiel für eine einheitliche Begutachtung, und koordiniert die bundesweite Zusammenarbeit.

## Die Rolle des MDK im Gesundheitswesen
Das Solidaritätsprinzip soll ein leistungsstarkes und sicheres Gesundheitssystem ermöglichen. Die gesetzlichen Kranken- und Pflegekassen haben die Verantwortung, die Beitragseinnahmen in die bestmögliche Versorgung ihrer Versicherten zu investieren. Dazu handeln sie mit Ärzten und anderen Leistungserbringern Verträge aus. Die Leistungen müssen gemäß § 12 Abs. 1 SGB V in allen Regelfällen „ausreichend, zweckmäßig und wirtschaftlich“ sein. Dies gilt auch für die soziale Pflegeversicherung, die pflegebedürftige Menschen mit solidarisch finanzierten Mitteln unterstützt (§ 1 SGB XI). Die Beratung und Begutachtung des MDK sollte sicherstellen, dass die Leistungen der Kranken- und Pflegeversicherung allen Versicherten nach objektiven, medizinischen Kriterien und zu gleichen Bedingungen zugutekommen.
Das Sozialrecht sollte eine fachliche Unabhängigkeit des MDK garantieren. Die Gutachter begutachteten im Auftrag der Kranken- und Pflegekassen. In ihrer medizinischen und pflegerischen Bewertung waren sie gemäß § 275 Abs. 5 SGB V ausschließlich ihrem ärztlichen und pflegefachlichen Gewissen unterworfen. Sie waren nicht dazu berechtigt, in die ärztliche Behandlung einzugreifen. Die Gutachter waren an die damals geltenden sozialrechtlichen Vorgaben gebunden.
Grundlage für die Begutachtung waren bislang Begutachtungsrichtlinien, die vom GKV-Spitzenverband erlassen wurden.
Aus § 278 Abs. 1 SGB V (in der vor dem 1. Januar 2020 geltenden Fassung) ergab sich, dass der MDK in jedem Bundesland als eine Arbeitsgemeinschaft organisiert war, deren Mitglieder die Krankenkassen sind. Gemäß § 281 Abs. 1 SGB V (in der vor dem 1. Januar 2020 geltenden Fassung) finanzieren die Träger der Arbeitsgemeinschaften den MDK. Sie bestimmten gemäß § 281 Abs. 1 SGB V (in der vor dem 1. Januar 2020 geltenden Fassung) auch die Zusammensetzung des Verwaltungsrates beim jeweiligen MDK. Die Mitglieder der Verwaltungsräte der einzelnen MDKs waren überwiegend hauptamtlich Beschäftigte der Krankenkassen.
Die Verwaltungsräte hatten gegenüber Gutachtern keine Befugnis zu Einzelweisungen. Ein Verwaltungsrat kann jedoch gemäß § 280 Abs. 1 Ziff. 4. SGB V (in der vor dem 1. Januar 2020 geltenden Fassung) Richtlinien aufstellen, die allgemein wertende Regelungen enthalten und eine allgemeine „Richtung der Begutachtung“ vorgeben. Dabei hatte der Verwaltungsrat die Richtlinien und Empfehlungen des Spitzenverbandes Bund der Krankenkassen nach § 282 Abs. 2 SGB V (in der vor dem 1. Januar 2020 geltenden Fassung) zu berücksichtigen.

## Aufgaben und Leistungen des MDK

### Aufgaben für die gesetzliche Krankenversicherung (GKV)
Der MDK arbeitete im Auftrag der gesetzlichen Krankenkassen. Laut fünftem Sozialgesetzbuch sollte er die Kassen auch in allgemeinen Grundsatzfragen beraten. Hauptsächlich führte er aber Einzelfallbegutachtungen durch. Die Aufgaben des MDK für die Krankenversicherung waren in § 275 SGB V geregelt.

#### Begutachtungen für die Krankenversicherungen
Der MDK sollte dazu beitragen, dass die Versicherten Leistungen erhielten, die dem allgemein anerkannten Stand der medizinischen Erkenntnisse entsprachen und gleichzeitig wirtschaftlich vertretbar waren. Versicherte sollten entsprechend ihrem Bedarf versorgt werden. Die Ressourcen sollten für Leistungen verwendet werden, deren evidenzbasierter Nutzen und Qualität nachgewiesen war. Es sollten einerseits medizinisch notwendige Behandlungen gewährleistet werden, andererseits unnötige oder sogar schädliche Eingriffe vermieden werden. Deshalb waren die Krankenkassen verpflichtet, in gesetzlich bestimmten Fällen oder wenn es die Erkrankung bzw. der Krankheitsverlauf des Versicherten erforderte, eine gutachterliche Stellungnahme des Medizinischen Dienstes einzuholen. Diese bezogen sich zum Beispiel auf Fragen der Krankenkasse zur:
- Arbeitsunfähigkeit
- Notwendigkeit, Art, Umfang und Dauer von Rehabilitationsleistungen
- Verordnung von Arznei-, Verband-, Heil- und Hilfsmittel
- Notwendigkeit und Dauer einer Krankenhausbehandlung sowie zur Abrechnung einer Krankenhausbehandlung
- Notwendigkeit und Dauer von häuslicher Krankenpflege

Die Medizinischen Dienste gaben im Jahre 2017 5.778.000 sozialmedizinische Stellungnahmen für die gesetzlichen Krankenkassen ab.
Die Stellungnahmen bezogen sich auf:
|                                                                                        | Anzahl    |
| -------------------------------------------------------------------------------------- | --------- |
| Krankenhausabrechnungsprüfungen                                                        | 2.773.000 |
| Arbeitsunfähigkeit                                                                     | 1.221.000 |
| Leistungen zur Rehabilitation                                                          | 549.000   |
| Hilfsmittel                                                                            | 333.000   |
| Häusliche Krankenpflege, Haushaltshilfen, Spezialisierte ambulante Palliativversorgung | 244.000   |
| Vorsorgeleistungen                                                                     | 150.000   |
| Neue oder unkonventionelle Untersuchungs- und Behandlungsmethoden:                     | 125.000   |
| Heilmittel                                                                             | 93.000    |
| Psychotherapeutische Leistungen                                                        | 37.000    |
| Zahnmedizinische Leistungen                                                            | 15.000    |
| Behandlungsfehler                                                                      | 14.000    |
| Sonstige Anlässe                                                                       | 224.000   |
| Gesamt                                                                                 | 5.778.000 |

#### Beratung in grundsätzlichen Fragen der medizinischen Versorgung
Die MDK berieten die gesetzlichen Krankenkassen und ihre Verbände in grundsätzlichen Fragen der medizinischen Versorgung sowie bei der Gestaltung der Leistungs- und Versorgungsstrukturen. Hierzu gehörten unter anderem:
- die Qualitätssicherung in der ambulanten und der stationären Versorgung
- die Beratung in Fragen der Krankenhausplanung
- die Weiterentwicklung der Vergütungssysteme in der ambulanten und der stationären Versorgung
- die Wirksamkeit und Wirtschaftlichkeit neuer Untersuchungs- und Behandlungsmethoden

Außerdem unterstützte der MDK die Krankenkassen bei Vertragsverhandlungen mit den Krankenhausgesellschaften, Kassenärztlichen Vereinigungen sowie anderen Leistungserbringern. An den Beratungen des Gemeinsamen Bundesausschusses (G-BA) nahmen Experten der MDKs teil und unterstützen die Seite der Sozialversicherung.

### Aufgaben für die soziale Pflegeversicherung
Die Aufgaben des MDK für die soziale Pflegeversicherung waren in § 18 sowie den §§ 114ff. SGB XI geregelt. Im Auftrag der Pflegekassen stellte der MDK fest, ob ein Versicherter pflegebedürftig ist. Darüber hinaus beriet der MDK die Pflegekassen in grundsätzlichen Fragen der pflegerischen Versorgung.
Die Medizinischen Dienste führten im Jahre 2017 insgesamt 2.423.000 sozialmedizinische Empfehlungen für die Pflegeversicherung durch.
- Begutachtungen zur Feststellung von Pflegebedürftigkeit: 1.886.000 Empfehlungen
- Pflegebegutachtungen mit verkürzter Begutachtungsfrist und Begutachtungen von Anträgen auf Betreuungsleistungen: 254.000 Empfehlungen
- Sonstige sozialmedizinische Empfehlungen für die SPV (Pflegehilfsmittel, Wohnumfeld verbessernde Maßnahmen, teilstationäre Pflege/Kurzzeitpflege bei bereits bestehenden Pflegebedürftigkeit): 283.000 Empfehlungen

#### Pflegebegutachtung
Mit dem Pflegestärkungsgesetz II wurde zum 1. Januar 2017 der neue Pflegebedürftigkeitsbegriff in die Pflegeversicherung eingeführt. Dadurch veränderte sich das Begutachtungsverfahren zur Feststellung der Pflegebedürftigkeit grundlegend – Maßstab ist heute der Grad der Selbstständigkeit des Pflegebedürftigen. Bei der Begutachtung kommt es nicht mehr darauf an, festzustellen, wie viele Minuten Hilfebedarf ein Mensch beim Waschen und Anziehen oder bei der Nahrungsaufnahme hat. Im Mittelpunkt steht jetzt die Frage, wie selbstständig der Mensch bei der Bewältigung seines Alltags ist – was kann er und was kann er nicht mehr bzw. wobei braucht er wie viel Hilfe? Dazu werden seine Fähigkeiten umfassend in allen Lebensbereichen begutachtet: Mobilität, kognitive und kommunikative Fähigkeiten, Verhaltensweisen und psychische Problemlagen, Selbstversorgung, Umgang mit krankheitsbedingten Anforderungen und Belastungen, Gestaltung des Alltagslebens und sozialer Kontakte.
Bei der Begutachtung von Pflegebedürftigkeit zu Hause oder im Pflegeheim
- prüfte der MDK das Vorliegen der Voraussetzungen für Pflegebedürftigkeit
- empfahl er einen Pflegegrad
- schlug er Maßnahmen zur Prävention und Rehabilitation vor
- gab er Empfehlungen über die Art und den Umfang von Pflegeleistungen ab
- formulierte er Hinweise zu einem individuellen Pflegeplan

Die Grundlage für die Begutachtung bildeten Begutachtungsrichtlinien, die online frei zugänglich waren, so dass der pflegende Angehörige sich informieren konnte.
Auch wurde dem Begutachteten eine ausführliche Dokumentation der Befragung zugesandt.
Die Medizinischen Dienste führten im Jahre 2017 insgesamt 1.886.000 Begutachtungen zur Feststellung von Pflegebedürftigkeit für die Pflegeversicherung durch. Die Begutachtungen betrafen Antragsteller auf ambulante Pflege (81,9 %), auf vollstationäre Pflege (15,3 %) und auf Pflegeleistungen in vollstationären Einrichtungen der Behindertenhilfe (2,8 %).
Ergebnisse aller Pflegebegutachtungen nach neuem Verfahren im Jahr 2017:
- Pflegegrad 1: 17,3 %
- Pflegegrad 2: 29,1 %
- Pflegegrad 3: 22,3 %
- Pflegegrad 4: 12,9 %
- Pflegegrad 5: 5,8 %
- nicht pflegebedürftig: 12,7 %

Während der Corona-Pandemie wurden die Begutachtungen des MDK ganz oder teilweise nicht mehr als Vorort Besuch durchgeführt, sondern erfolgten telefonisch. Dies konnte unter Umständen Einfluss auf das Ergebnis des Gutachtens haben.

#### MDK-Pflege-Qualitätsprüfungen
Pflege muss sich an den individuellen Bedürfnissen der pflegebedürftigen Menschen orientieren und auf Basis medizinisch-pflegerischer Standards erfolgen. Um die Einhaltung dieser Standards sicherzustellen, wurde die Qualität der Pflege einmal im Jahr in allen ambulanten Pflegediensten und allen Pflegeheimen geprüft (Regelprüfung). Außerdem konnten Prüfungen aus bestimmten Anlässen – dies waren meist Beschwerden – erfolgen (Anlassprüfung). 90 Prozent der Prüfungen führten die MDKs durch, 10 Prozent der Prüfdienst der privaten Krankenversicherung (PKV-Prüfdienst). Neben der Qualität der Pflege war bei ambulanten Pflegediensten die Abrechnungsprüfung verpflichtender Inhalt der Qualitätsprüfungen.
Den Auftrag für eine Prüfung erhielt der MDK von den Landesverbänden der Pflegekassen. Die Prüfungen in Pflegeheimen wurden nicht angekündigt. Die Prüfungen von ambulanten Pflegediensten mussten aus organisatorischen Gründen am Vortag angekündigt werden. Sie beinhaltete die Beratung der Pflegeeinrichtungen mit dem Ziel, Qualitätsmängeln vorzubeugen sowie die Eigenverantwortung der Pflegeeinrichtungen und ihrer Träger für die Sicherung und Weiterentwicklung der Pflegequalität zu stärken.
Der MDK hat 2017 11.200 stationäre Pflegeeinrichtungen und 10.500 ambulante Pflegedienste geprüft.

##### Qualitätsprüfungs-Richtlinien
Für ein einheitliches Vorgehen bei den Prüfungen sorgten die Qualitätsprüfungs-Richtlinien (QPR) bzw. die Qualitätsprüfungs-Richtlinie Häusliche Krankenpflege (QPR-HKP). Diese Richtlinien wurden fachlich vom MDS – unter Beteiligung der MDK – erarbeitet und durch den GKV-Spitzenverband erlassen. Die Richtlinien mussten vom Bundesministerium für Gesundheit genehmigt werden.

##### Reform der Qualitätsprüfung und -darstellung
Seit dem Jahr 2009 wurde die Qualität von ambulanten und stationären Pflegeeinrichtungen in Form von Noten zwischen „sehr gut“ und „mangelhaft“ bewertet. Die Grundlage für diese Bewertung bildete die jährliche MDK-Qualitätsprüfung eines ambulanten Pflegedienstes oder Pflegeheimes. Auf dieser Basis erstellten die Pflegekassen für jede Pflegeeinrichtung einen Transparenzbericht und veröffentlichten diesen im Internet. Der Bericht enthielt eine Gesamtnote der Einrichtung, Noten für verschiedene Pflegebereiche und die Ergebnisse einzelner Prüfkriterien. Welche Kriterien in den Transparenzbericht einflossen und veröffentlicht wurden und wie die Noten berechnet wurden, hatten der GKV-Spitzenverband, die überörtlichen Sozialhilfeträger und die kommunalen Spitzenverbände mit den Verbänden der Leistungserbringer in Transparenzvereinbarungen festgelegt.
Die Darstellung der Pflegequalität in Pflegenoten war in den vergangenen Jahren in die Kritik geraten, weil Qualitätsmängel der Einrichtungen für Verbraucher nicht klar erkennbar war. Deshalb hat der Gesetzgeber 2016 mit dem Pflegestärkungsgesetz II den Qualitätsausschuss Pflege eingerichtet und beauftragt, durch wissenschaftliche Projekte neue Prüfverfahren sowie eine Alternative zur bisherigen Pflegenotendarstellung zu entwickeln. Auf dieser Basis wurde ein neues Prüfsystem festgelegt. Die Prüfungen von vollstationären Altenpflegeeinrichtungen nach dem neuen Prüfsystem sollten ab 1. Oktober 2019 beginnen. Dies sieht das Pflegepersonal-Stärkungsgesetz (PpSG) vor, das der Bundestag am 9. November 2018 beschlossen hat.

#### Beratung der Landesverbände der Pflegekassen
Der MDK beriet die Pflegekassen in den Bundesländern bei der Weiterentwicklung des pflegerischen Versorgungsangebots. Beispielsweise ging es um die Entwicklung spezieller Wohnformen für Menschen mit Altersdemenz. Ferner war der MDK an der Gestaltung von Rahmenverträgen für eine wirtschaftliche und wirksame pflegerische Versorgung beteiligt. Er wirkte auf kommunaler Ebene in den Pflegekonferenzen mit. Als Mitglied der Arbeitsgemeinschaft nach § 20 HeimG kooperierte er mit der jeweiligen Heimaufsichtsbehörde der Länder.

## Gliederung und Organisation des MDK
Der MDK war eine Gemeinschaftseinrichtung der gesetzlichen Kranken- und Pflegekassen und in jedem Bundesland als eigenständige Arbeitsgemeinschaft organisiert. Die Medizinischen Dienste von Berlin und Brandenburg waren zum MDK Berlin-Brandenburg fusioniert, die Medizinischen Dienste von Hamburg und Schleswig-Holstein zum Medizinischen Dienst Nord. In Nordrhein-Westfalen gab es den MDK Nordrhein und den MDK Westfalen-Lippe. Es gab insgesamt 15 MDK. In den alten Bundesländern waren die MDK rechtsfähige Körperschaften des öffentlichen Rechts, in den neuen Bundesländern und Berlin waren die Medizinischen Dienste als eingetragene Vereine, also in einer privatrechtlichen Rechtsform organisiert. Beide Formen unterlagen der staatlichen Aufsicht (§ 281 Abs. 3 SGB V).

### Die MDK-Gemeinschaft
Die 15 MDK und der Medizinische Dienst des Spitzenverbandes Bund der gesetzlichen Krankenkassen (MDS) bildeten die MDK-Gemeinschaft. Sie kooperierten fachlich eng miteinander.
Auf Bundesebene koordinierte und förderte der MDS gemäß § 282 Abs. 2 SGB V (gemäß der vor dem 1. Januar 2020 geltenden Fassung, später soll der MDS dann „Medizinischer Dienst Bund“ heißen) die Durchführung der Aufgaben und die Zusammenarbeit der MDK in medizinischen und organisatorischen Fragen. Ziel war es, die Begutachtung und Beratung nach bundesweit einheitlichen Kriterien sicherzustellen. Darüber hinaus organisierte der MDS ein bundesweites Fortbildungsprogramm für die Gutachter der MDK.
Die Krankenkassen und ihre Verbände hatten in speziellen Versorgungsbereichen und zu Querschnittsaufgaben großen Bedarf an Systemberatung. Hierfür stellten Kompetenz-Centren systematische Grundlagen und wissenschaftliche Beratung für das Krankenkassen-System bereit. Gemeinsam mit dem GKV-Spitzenverband hatte die MDK-Gemeinschaft vier Kompetenz-Centren eingerichtet, die jeweils bei einem MDK angesiedelt sind:
- das Kompetenz-Centrum Geriatrie (KCG)
- das Kompetenz-Centrum Onkologie (KCO)
- das Kompetenz-Centrum Psychiatrie/Psychotherapie (KCPP)
- das Kompetenz-Centrum Qualitätssicherung und Qualitätsmanagement (KCQ)

Zusätzlich gab es sechs länderübergreifend arbeitende Sozialmedizinische Expertengruppen (SEG). Sie förderten den Informationsaustausch innerhalb der MDK-Gemeinschaft und stellten medizinisches und pflegerisches Fachwissen für zentrale Beratungs- und Begutachtungsfelder des MDK bereit.

### Organe des MDK
Die Organe eines MDK waren der Verwaltungsrat und die Geschäftsführerin oder der Geschäftsführer. Die Mitglieder des Verwaltungsrates wurden von den Verwaltungsräten der Krankenkassenverbände benannt. Der Verwaltungsrat beschloss die Satzung, legte die Richtlinien für die Arbeit des MDK fest, stellte den Haushaltsplan fest und wählte die Geschäftsführerin bzw. den Geschäftsführer. Die Geschäftsführung vertrat den MDK gerichtlich und außergerichtlich.

### Finanzierung des MDK
Der MDK wurde nach § 281 Abs. 1 SGB V durch eine Umlage und nicht nach Einzelaufträgen der Kranken- und Pflegekassen finanziert. Damit sollte sichergestellt werden, dass der MDK ergebnis- und erfolgsunabhängig begutachtet und berät. Die Umlage richtete sich nach der Anzahl der Mitglieder der gesetzlichen Krankenversicherung in dem jeweiligen Bundesland bzw. im Einzugsgebiet des MDK. Krankenkassen und Pflegekassen trugen die Umlage jeweils zur Hälfte. Im Jahr 2017 bezahlten die Krankenversicherung und die Pflegeversicherung insgesamt 803 Mio. Euro für den MDK. Dies entsprach einem Anteil von 0,18 Prozent an den Gesamtausgaben der gesetzlichen Krankenversicherung bzw. einem Anteil von 1,09 Prozent an der Gesamtausgaben der sozialen Pflegeversicherung.

### Neugründung des MDK als MD
Zum 1. Januar 2020 ist das Gesetz für bessere und unabhängige Prüfungen (MDK-Reformgesetz) in Kraft getreten. Es soll eine von den Krankenkassen unabhängige Organisation ermöglichen, damit die Begutachtungen und Beratungen durch den Medizinischen Dienst transparenter und unabhängiger werden. Zum 1. Juli 2021 erfolgte die Gründung der Medizinischen Dienste (MD) als KöR.

### Personal
Beim MDK arbeiteten Fachleute aus allen Bereichen des Gesundheitswesens, darunter Ärzte, Pflegefachkräfte, Medizintechniker oder Pharmazeuten. Gutachter des MDK nahmen regelmäßig an praxisgerechten Fort- und Weiterbildungen teil. Damit wurden ein qualitativ hoher Standard und eine Begutachtung nach bundesweit einheitlichen Kriterien gewährleistet.
Bei den MDK waren Ende 2017 insgesamt 9.369 Mitarbeiter beschäftigt. Das entspricht 8.373 Vollzeitstellen.
Die Mitarbeiterstruktur gliederte sich in:
|                             | Anzahl der Mitarbeiter | Anzahl der Stellen |
| --------------------------- | ---------------------- | ------------------ |
| Ärzte                       | 2.299                  | 2.038              |
| Pflegefachliche Gutachter   | 3.220                  | 2.925              |
| Heil- und Gesundheitsberufe | 74                     | 70                 |
| Kodierfachkräfte            | 371                    | 340                |
| Assistenzpersonal Gutachten | 2.612                  | 2.272              |
| Verwaltungspersonal         | 793                    | 793                |